# Žalm 92
Žalm 92 („Jak dobré je vzdávat Hospodinu chválu“, v Septuagintě dle řeckého číslování žalm 91) je biblický žalm. Žalm je nadepsán jako „Zpívaný žalm. Píseň ke dni odpočinku“. Podle židovské tradice tento žalm patří k sérii 11 žalmů, jež sepsal Mojžíš. Rabín Aryeh Kaplan se na základě midraše domnívá, že tyto žalmy, tzn. žalm 90–100, byly určeny k použití jako prostředek k dosažení proroctví.

## Charakteristika
Jedná se o hymnus vděčnosti, v němž je vytýčen cíl vývoje světa, který v pojetí judaismu směřuje k době, jež bude „celá šabatem“.

## Užití v liturgii
V židovské liturgii je žalm podle siduru součástí ranní modlitby o Šabatu a svátcích (viz šacharit), a to v části zvané Psukej de-zimra („Verše písní“).